# Kanton La Vallée de la Barousse
La Vallée de la Barousse is een kanton van het Franse departement Hautes-Pyrénées. Het kanton maakt deel uit van het arrondissement Bagnères-de-Bigorre.
In 2019 telde het 15.356 inwoners.
Het kanton werd gevormd ingevolge het decreet van 25 februari 2014 met uitwerking op 22 maart 2015, met Lannemezan als hoofdplaats.

## Gemeenten
Het kanton omvat volgende gemeenten: 
- Anères
- Anla
- Antichan
- Arné
- Aventignan
- Aveux
- Bertren
- Bize
- Bizous
- Bramevaque
- Campistrous
- Cantaous
- Cazarilh
- Clarens
- Créchets
- Esbareich
- Ferrère
- Gaudent
- Gembrie
- Générest
- Hautaget
- Ilheu
- Izaourt
- Lagrange
- Lannemezan
- Lombrès
- Loures-Barousse
- Mauléon-Barousse
- Mazères-de-Neste
- Montégut
- Montsérié
- Nestier
- Nistos
- Ourde
- Pinas
- Réjaumont
- Sacoué
- Saint-Laurent-de-Neste
- Saint-Paul
- Sainte-Marie
- Saléchan
- Samuran
- Sarp
- Seich
- Siradan
- Sost
- Tajan
- Thèbe
- Tibiran-Jaunac
- Troubat
- Tuzaguet
- Uglas